# Petrus Ludvig Lundborg
Petrus Ludvig Lundborg, född 20 november 1805 i Herrestads socken, död 13 maj 1861 i Björkebergs socken, var en svensk präst.

## Biografi
Petrus Ludvig Lundborg föddes 1805 på Svälinge i Herrestads socken. Han var son till lantbrukaren Erik Petrus Lundborg och Eva Christina Johansdotter. Lundborg studerade i Vadstena och Linköping. Han blev höstterminen 1825 student vid Uppsala universitet och magister 14 juni 1833. Lundborg var mellan vårterminen 1835–höstterminen 1838 vice kollega i Skänninge och mellan vårterminen 1839 och vårterminen 1841 vice rektor därstädes. Han blev 30 juni 1841 apologist i Linköping, tillträdde direkt och bleb kollega därstädes 19 juli 1845 med tillträde direkt. Den 18 december 1842 prästvigdes han och den 24 augusti 1843 tog han pastoralexamen. Lundborg blev 10 mars 1856 kyrkoherde i Björkebergs församling, tillträddes 1859. Han avled 1861 i Björkebergs socken.

### Familj
Lundborg gift sig 1 november 1846 med Johanna Elisabeth Tigerclou (1812–1910). Hon var dotter till kaptenen Johan Albrecht Tigerclou och Catharina Ulrica Bäck i Finland.